# Etnedal
Etnedal este o comună din provincia Innlandet, Norvegia.